# سیارک ۲۹۹۸
سیارک ۲۹۹۸ (به انگلیسی: 2998 Berendeya، نامگذاری:1975TR3) دو هزار و نهصد و نود و هشتمین سیارک کشف شده‌است که در ۳ اکتبر ۱۹۷۵ کشف شد.
قدر مطلق سیارک برابر ۱۴٫۳۰ است.